# Leni Oslob
Leni Oslob fue una deportista alemana que compitió en esgrima, especialista en la modalidad de florete. Ganó tres medallas en el Campeonato Mundial de Esgrima entre los años 1934 y 1936.

## Palmarés internacional
| Campeonato Mundial | Campeonato Mundial | Campeonato Mundial | Campeonato Mundial  |
| Año                | Lugar              | Medalla            | Prueba              |
| ------------------ | ------------------ | ------------------ | ------------------- |
| 1934               | Varsovia (Polonia) | Medalla de plata   | Florete por equipos |
| 1935               | Lausana (Suiza)    | Medalla de bronce  | Florete por equipos |
| 1936               | San Remo (Italia)  | Medalla de oro     | Florete por equipos |